# Vriesea sulcata
Vriesea sulcata är en gräsväxtart som beskrevs av Lyman Bradford Smith. Vriesea sulcata ingår i släktet Vriesea och familjen Bromeliaceae. Inga underarter finns listade i Catalogue of Life.